# Vincelottes
Vincelottes är en kommun i departementet Yonne i regionen Bourgogne-Franche-Comté i norra Frankrike. Kommunen ligger i kantonen Coulanges-la-Vineuse som tillhör arrondissementet Auxerre. År 2022 hade Vincelottes 282 invånare.

## Befolkningsutveckling
Antalet invånare i kommunen Vincelottes
| Referens: INSEE |